# أوتو بورتر
أوتو بورتر (بالإنجليزية: Otto Porter)‏ مواليد 3 يونيو 1993 في سانت لويس، هو لاعب كرة سلة محترف أمريكي بدأ مسيرته الاحترافية في سنة 2013 حيث تم اختياره من قبل فريق واشنطن ويزاردز خلال الدرافت، يلعب مع فريق واشنطن ويزاردز في الرابطة الوطنية لكرة السلة ويحمل الرقم 22. يبلغ طوله 6 قدم 8 بوصة (2.0 م).

## إحصائيات المسيرة

### الموسم الاعتيادي
| السنة   | الفريق         | لعب | بدأ | دقيقة | ميداني% | ثلاثية | حرة  | ارتداد | صنع | استلاب | تصدي | نقطة |
| ------- | -------------- | --- | --- | ----- | ------- | ------ | ---- | ------ | --- | ------ | ---- | ---- |
| 2013–14 | واشنطن ويزاردز | 37  | 0   | 8.6   | .363    | .190   | .667 | 1.5    | .3  | .2     | .0   | 2.1  |
| 2014–15 | واشنطن ويزاردز | 74  | 13  | 19.4  | .450    | .337   | .734 | 3.0    | .9  | .6     | .4   | 6.0  |
| 2015–16 | واشنطن ويزاردز | 75  | 73  | 30.3  | .473    | .367   | .754 | 5.2    | 1.6 | 1.4    | .4   | 11.6 |
| المسيرة |                | 186 | 86  | 21.7  | .457    | .349   | .742 | 3.6    | 1.0 | .8     | .3   | 7.5  |

### التصفيات
| السنة   | الفريق         | لعب | بدأ | دقيقة | ميداني% | ثلاثية | حرة  | ارتداد | صنع | استلاب | تصدي | نقطة |
| ------- | -------------- | --- | --- | ----- | ------- | ------ | ---- | ------ | --- | ------ | ---- | ---- |
| 2014    | واشنطن ويزاردز | 3   | 0   | 2.0   | .333    | .000   | .000 | .0     | .0  | .0     | .0   | .7   |
| 2015    | واشنطن ويزاردز | 10  | 0   | 33.1  | .443    | .375   | .476 | 8.0    | 1.8 | 1.2    | .2   | 10.0 |
| المسيرة |                | 13  | 0   | 25.9  | .440    | .364   | .476 | 6.2    | 1.4 | .9     | .2   | 7.8  |

## روابط خارجية
- أوتو بورتر على موقع إن بي أي (الإنجليزية)
- أوتو بورتر على موقع سبورتس رفرنس (الإنجليزية)
- أوتو بورتر على موقع كرة السلة الأوروبية.كوم (الإنجليزية)
- أوتو بورتر على موقع DraftExpress.com (الإنجليزية)
- أوتو بورتر على موقع إي إس بي إن.كوم (الإنجليزية)
- أوتو بورتر على موقع كلية كرة السلة في سبورتس رفرنس.كوم (الإنجليزية)
- أوتو بورتر على موقع ريلجم (الإنجليزية)
- أوتو بورتر على موقع بروبوليرز (الإنجليزية)